# Facel Vega Excellence
La Facel-Vega Excellence (type EX, EX1 puis EX2) est une berline française de grand prestige produite par Facel-Vega entre 1958 et 1964.
Il s’agit de la seule voiture de la marque à quatre portes. Celles-ci sont à ouverture antagoniste, dégageant tout l'habitacle grâce à l'absence de montant central.
Présentée au Salon de Paris 1956, elle dérive du coupé FV3B et concilie les performances de haut niveau des GT de la marque et le confort des limousines de grand luxe. Elle valait le prix de quatre Citroën DS 19.

## Historique
La première Excellence de série type EX est commercialisée au mois de mai 1958. Son moteur est le Chrysler V8 de 6,4 litres (392ci) de 360 ch réels. On dénombre 11 exemplaires de ce premier type.
En octobre, le type EX1 est équipé du bloc Chrysler V8 de 5,9 litres (361ci), d’une puissance oscillant entre 335 ch réels et 360 ch réels, selon le choix de transmission. Il s’agit du moteur du coupé HK 500 produit en parallèle. On dénombre 134 exemplaires de ce second type.
Enfin, en juillet 1961, le type EX2 est mis en production. Il bénéficie du bloc Chrysler V8 6,3 litres (383ci) de 390 ch réels avec la boîte de vitesses mécanique ou 355 ch réels avec la boîte de vitesses automatique. Les freins à disques apparus fin 1959 en option, sont désormais adoptés en série.

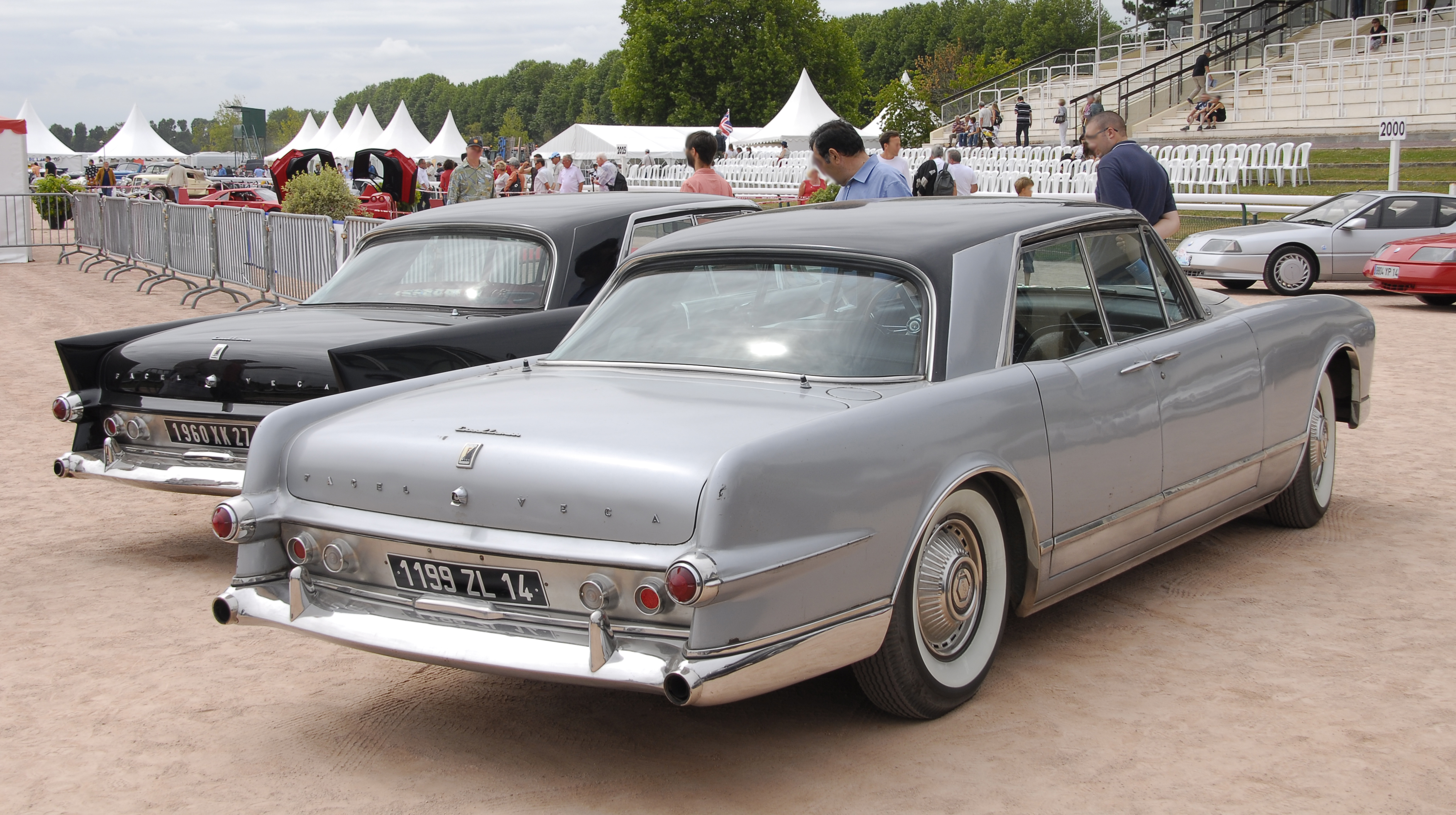
Excellence EX1 (noire) et EX2 (grise).

La carrosserie abandonne le pare-brise panoramique pour un modèle à simple galbe (comme sur la Facel II lancée peu après) et les ailerons arrière disparaissent.
Le poste radio PO-OM-GO-FM avec antenne télescopique électrique, le système d'air conditionné et le téléphone sont en option.
Le type EX2 est de loin le plus rare avec 8 exemplaires fabriqués. Le dernier exemplaire n’a été terminé qu’en juin 1964.

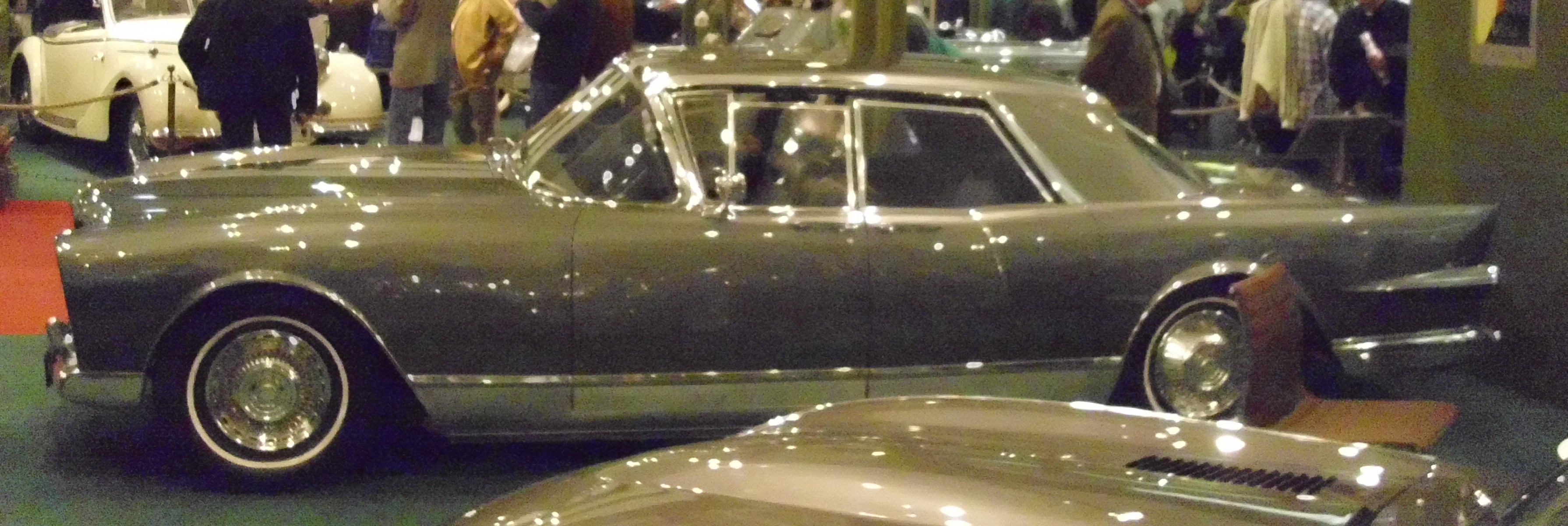
Facel Vega Excellence EX1 1959.
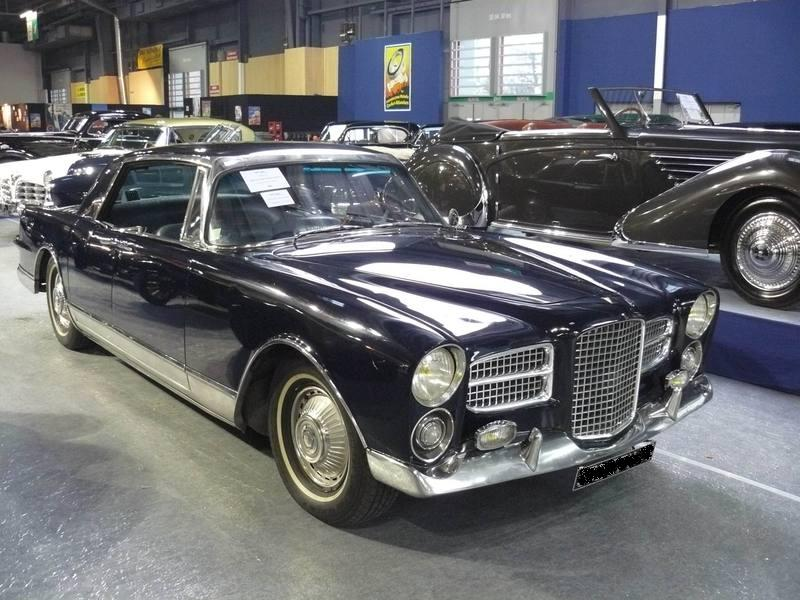
Facel Vega Excellence EX2 1964.
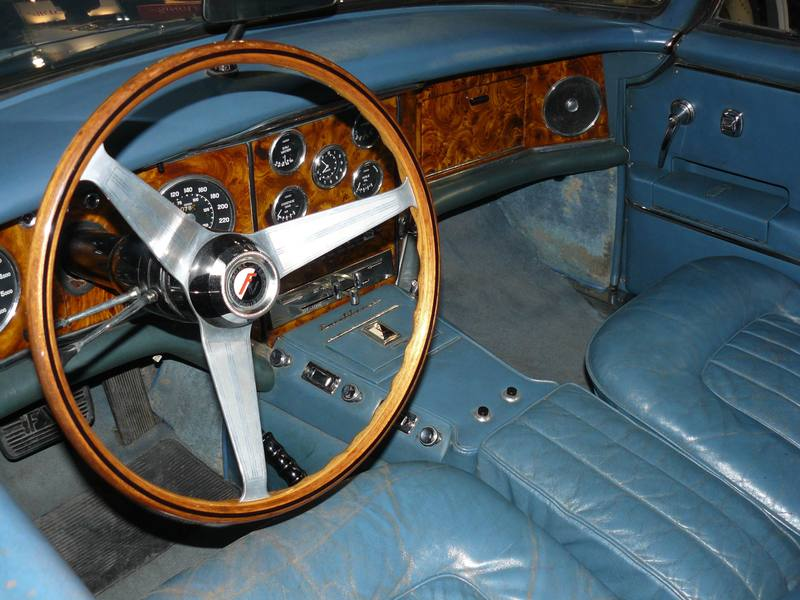
La planche de bord de l'Excellence 1964.